# Amicie z Courtenay
Amicie z Courtenay (francouzsky Amicie de Courtenay, 1250–1275) byla hraběnka z Artois z rodu Courtenayů.

## Život
Narodila se jako jediná dcera a dědička Petra z Courtenay, pána z Conches a Mehunu, který padl v bitvě u Al Mansury během Sedmé křížové výpravy a Petronily, dcera Gauchera z Joigny.
Na základě iniciativy strýčka Roberta, který zastával post biskupa v Orleánsu a následně papežského dispenzu z roku 1261 byla provdána za Roberta II., mladého hraběte z Artois, synovce krále Ludvíka IX., svého vrstevníka, jehož otec byl také mezi padlými u Al Mansury. Robert byl roku 1267 královským strýcem pasován na rytíře a následně jej doprovázel na kruciátě do Egypta. Po návratu z neslavné výpravy se společně s Amicií připojil k italskému dvoru strýce Karla z Anjou, kde Amicie roku 1275 zemřela a byla tam i pohřbena.